# Naklo, Divača
Naklo je naselje v Občini Divača.